# Les Arcs (Var)
Les Arcs, vagy Les Arcs-sur-Argens, egy település Franciaországban, a Provence-Alpes-Côte d’Azur régióban, Var megyében.

## Fekvése
Draguignantól 10 km-re, széles völgyben fekvő település

## Története

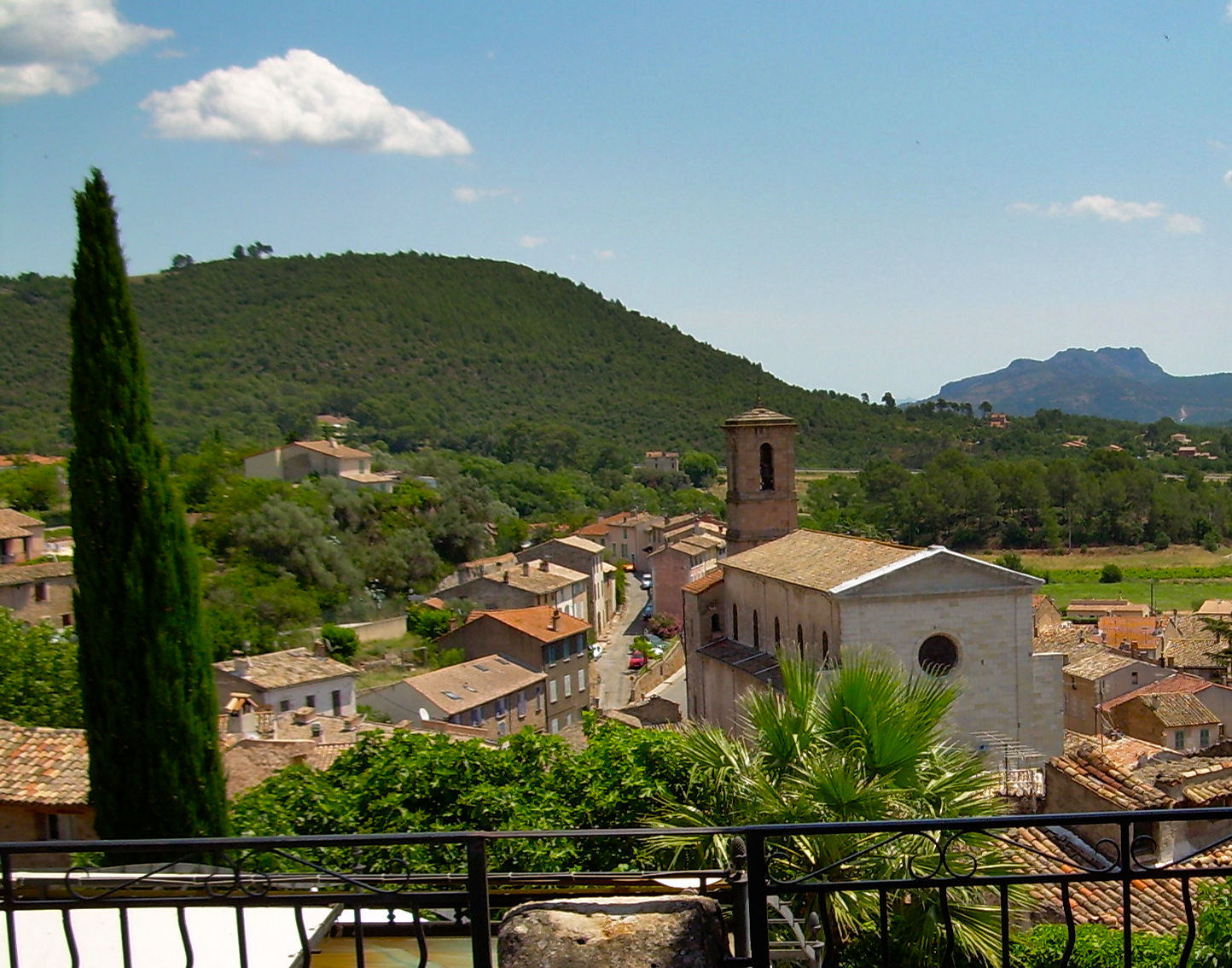
Les Arcs látképe

Már a római időkben (Via Aurelian) egy híd vezetett át itt az Argensen.
1010-ben a latin neve Archos ("Arch") volt.
1038-ban alapították az Abbey Celle-Roubaud bencés kolostort. 1260-1499 között a karthauzi apácák kolostora volt, majd 1504-ben ferences kolostor lett. A kolostor kapcsolatban áll a borászat.
12-17. század között Les Arcs a Villeneuve család tulajdona volt, ők építették az itteni várat.

## Szent Rozália
- Szent Rozália (Santa Roseline) - 1263-ban Les Arcsban született (Château d'Arcs) és meghalt 1329-ben a Celle-Roubaud apátságban.

A 15 éves lány csatlakozott a karthauziakhoz. Még életében bűnbánónak ítélték és azért dicsérték csodatévő karizmáját.  Roseline a katolikus hagyományban a szembetegség védőszentje, és védőszentje a karthauziaknak és a máltaiaknak. Roselinet Celle-Roubaudban 1859-ben avatták szentté. A lány sír kápolnája Celle-Roubaudban van.

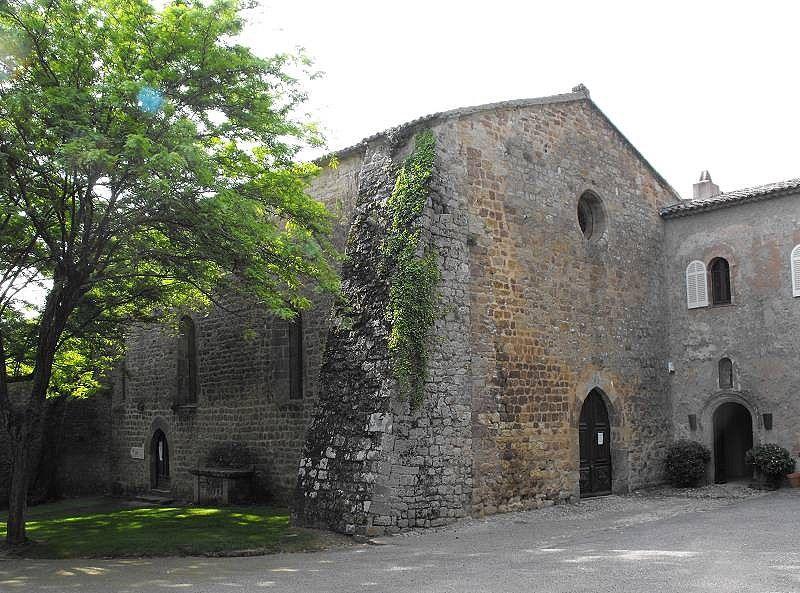
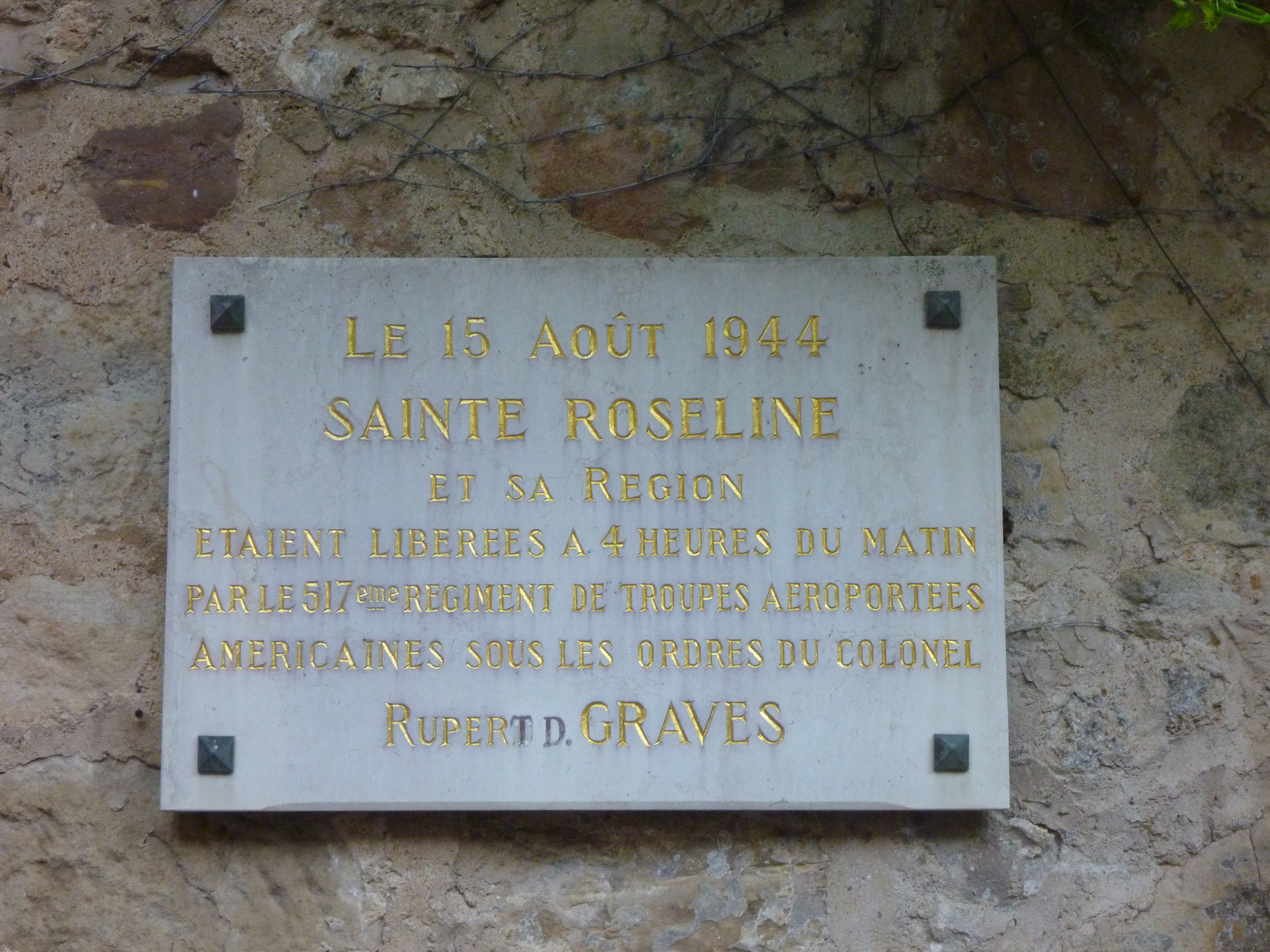
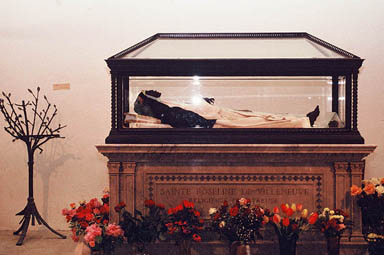
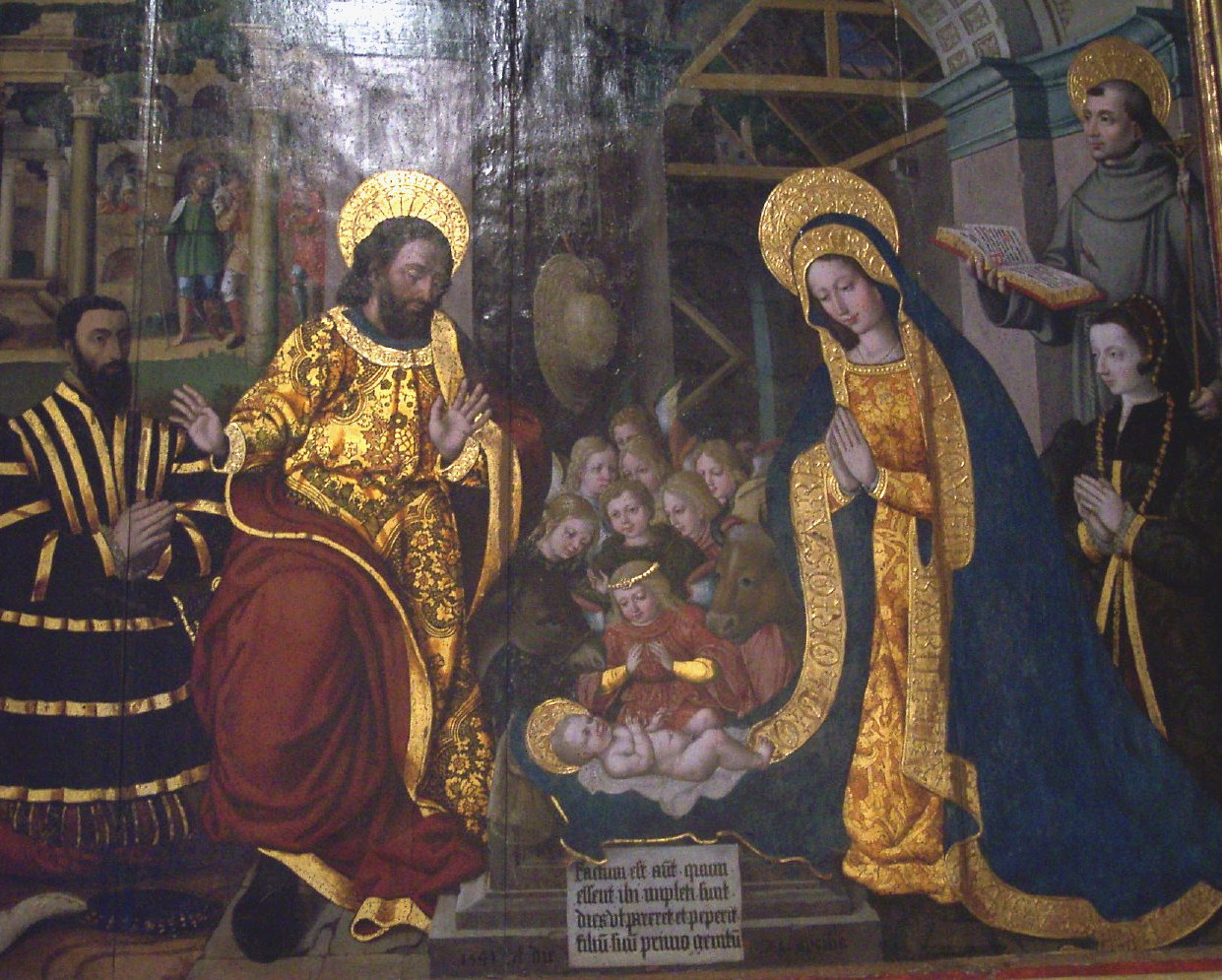

## Nevezetességek
- Városháza
- Városkapuk
- Óratorony
- Sainte Roseline kolostor
- Kápolna
- Jean-Baptist templom - Jeanne d'Arc freskó
- Notre Dame (Saint Pierre du Parage )-ben festménykiállításokat rendeznek
- Museum (Musée de l'histoire des Arcs)

## Galéria

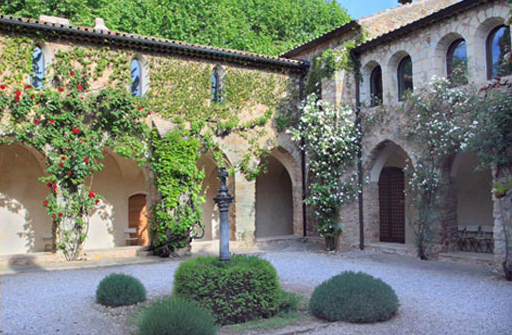
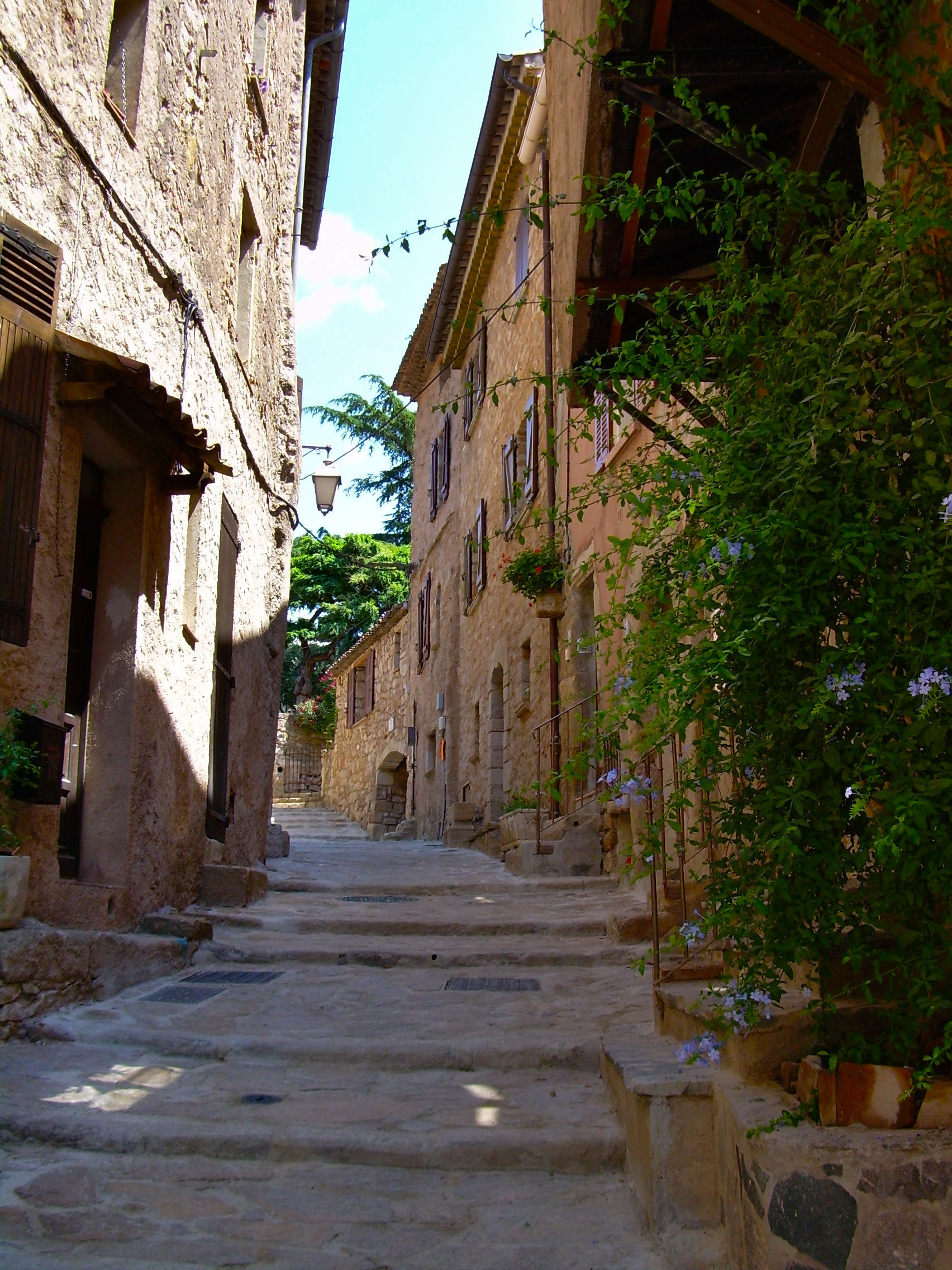
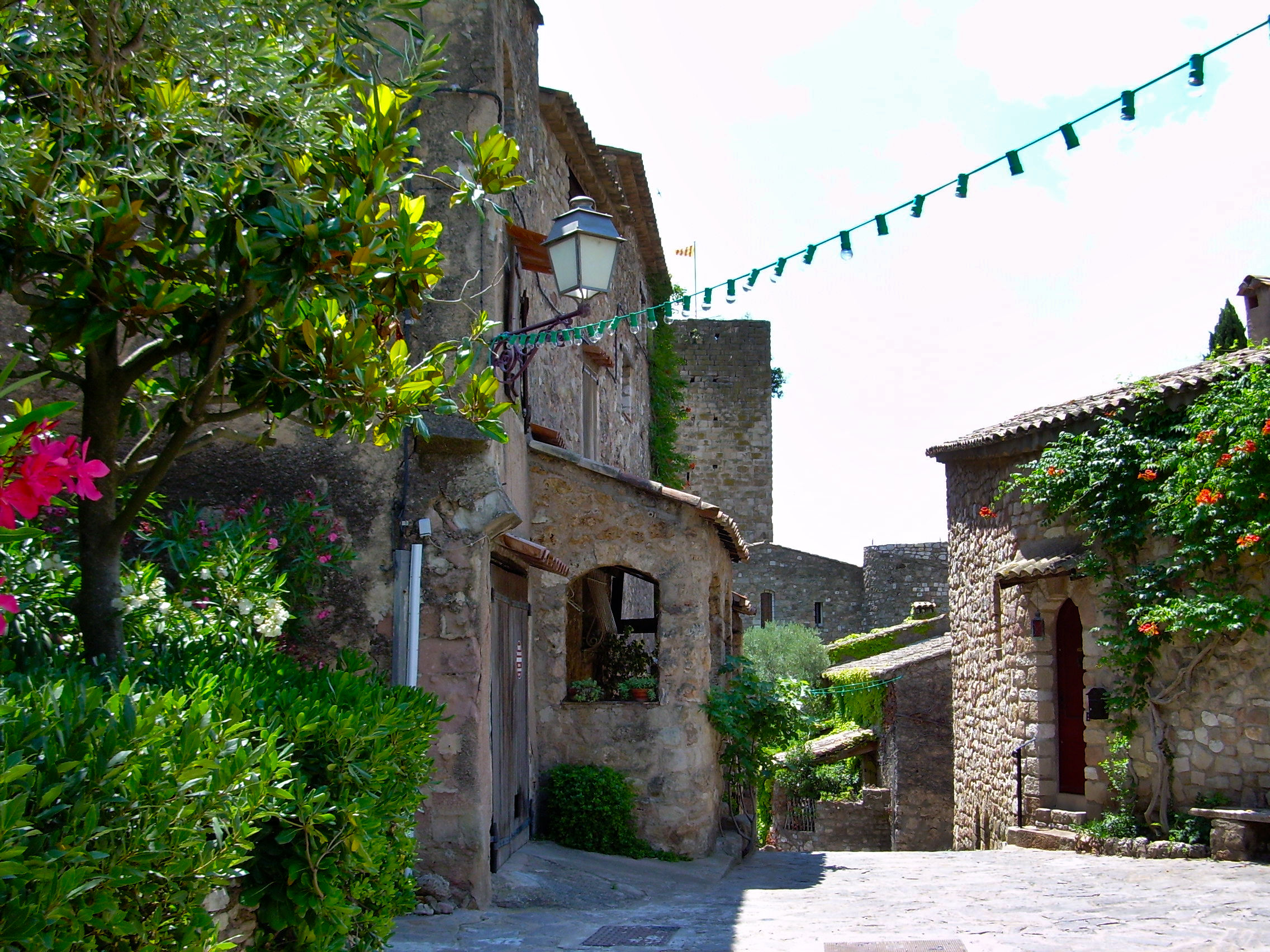
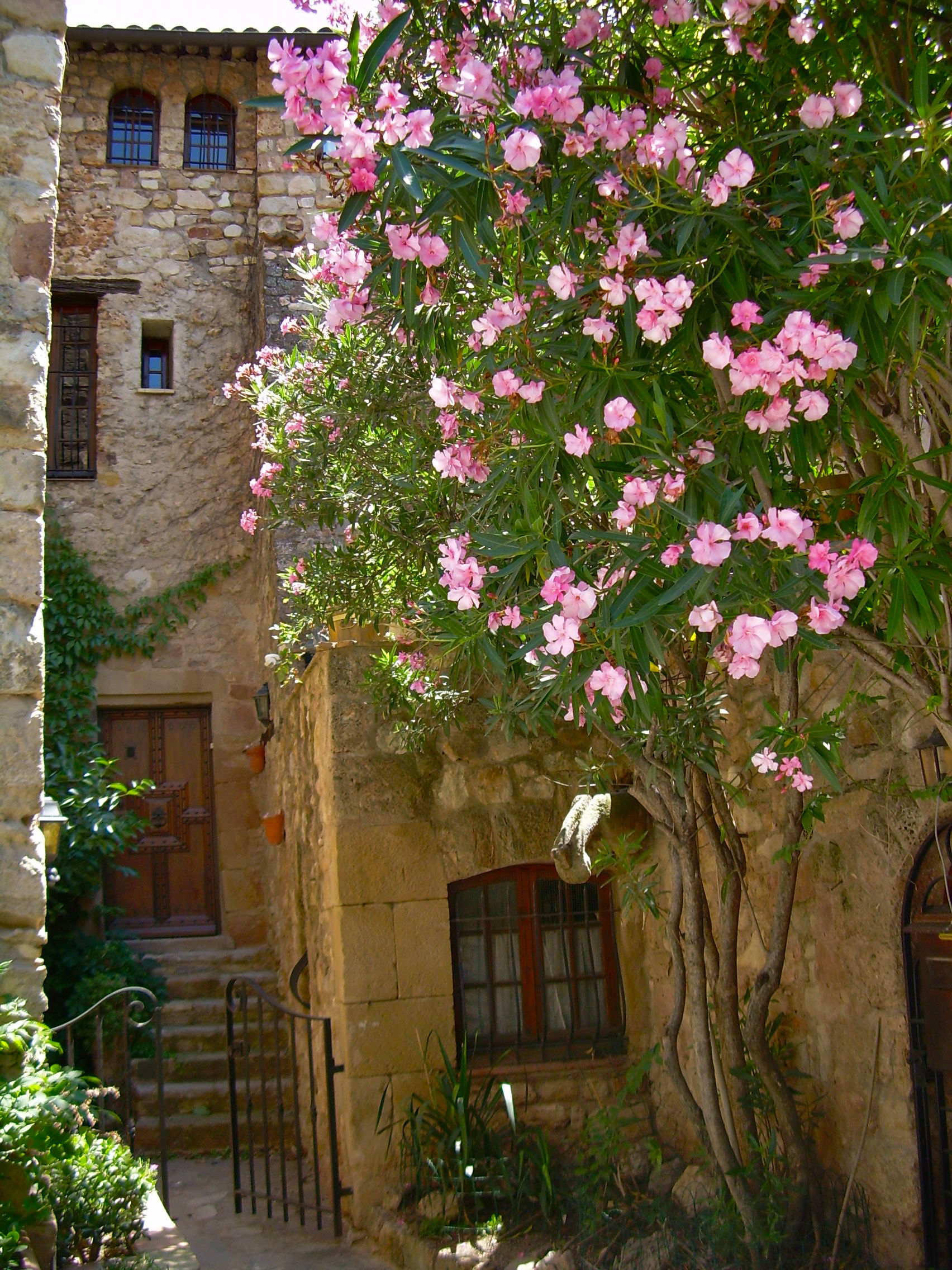
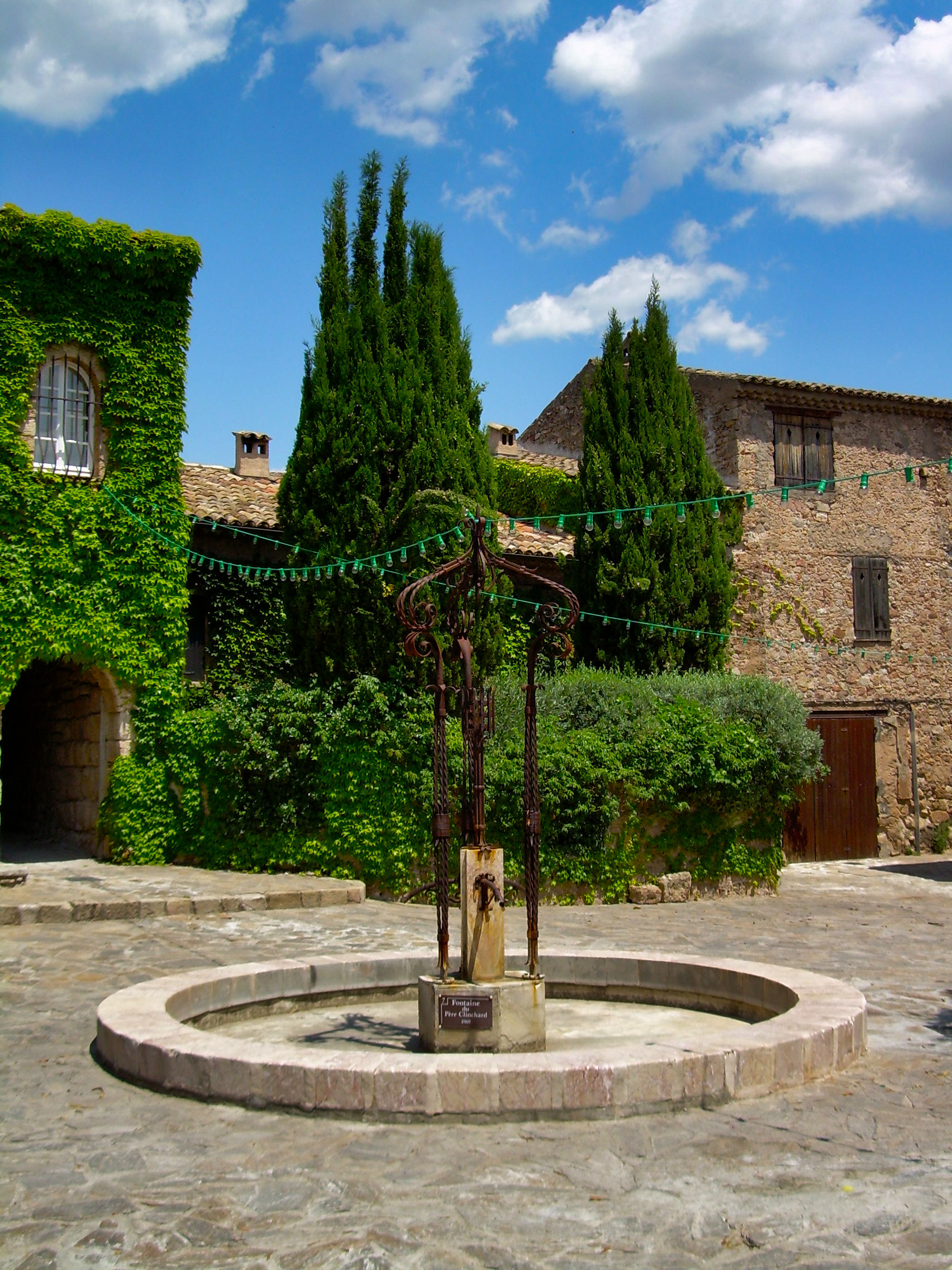
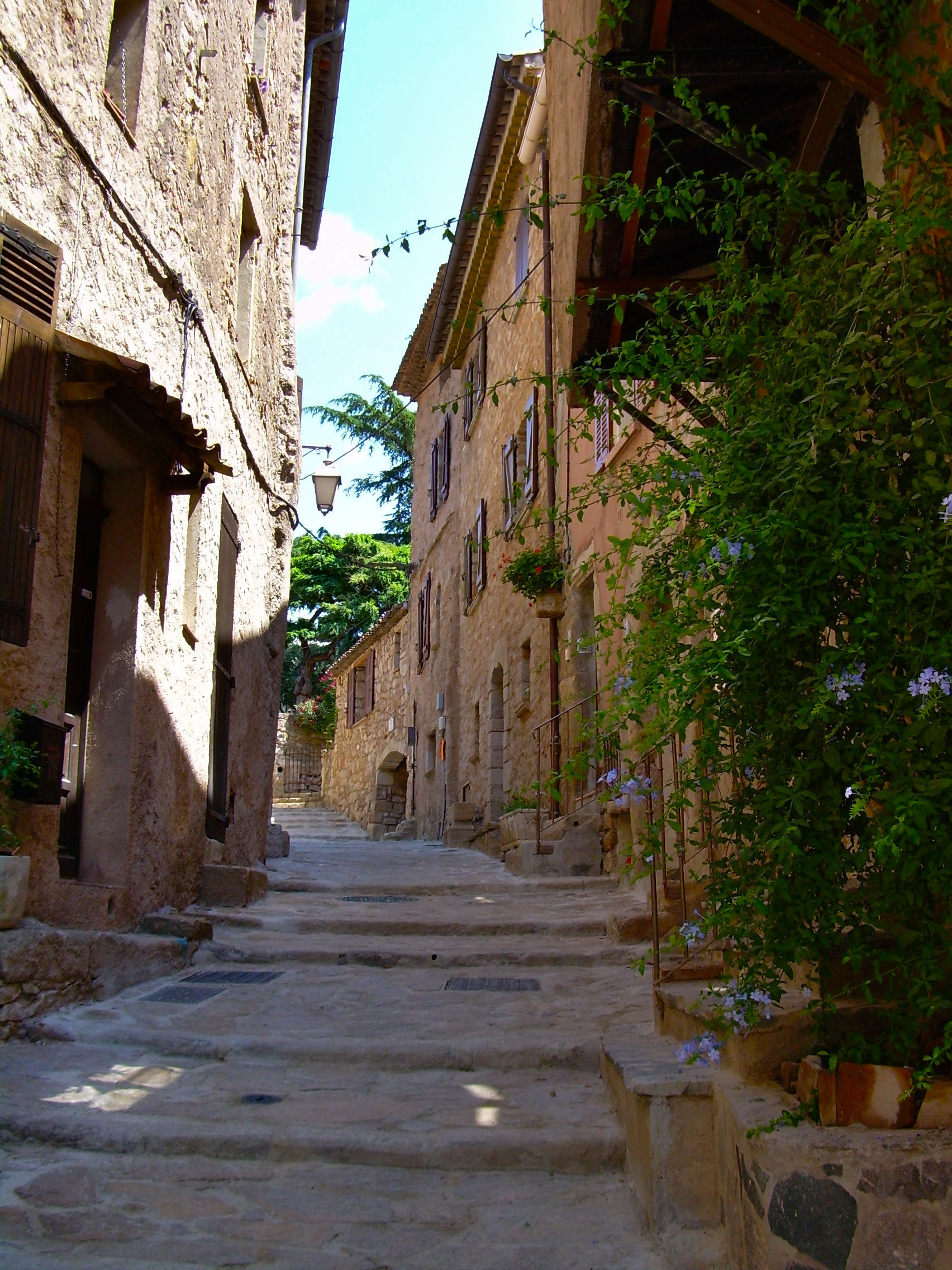
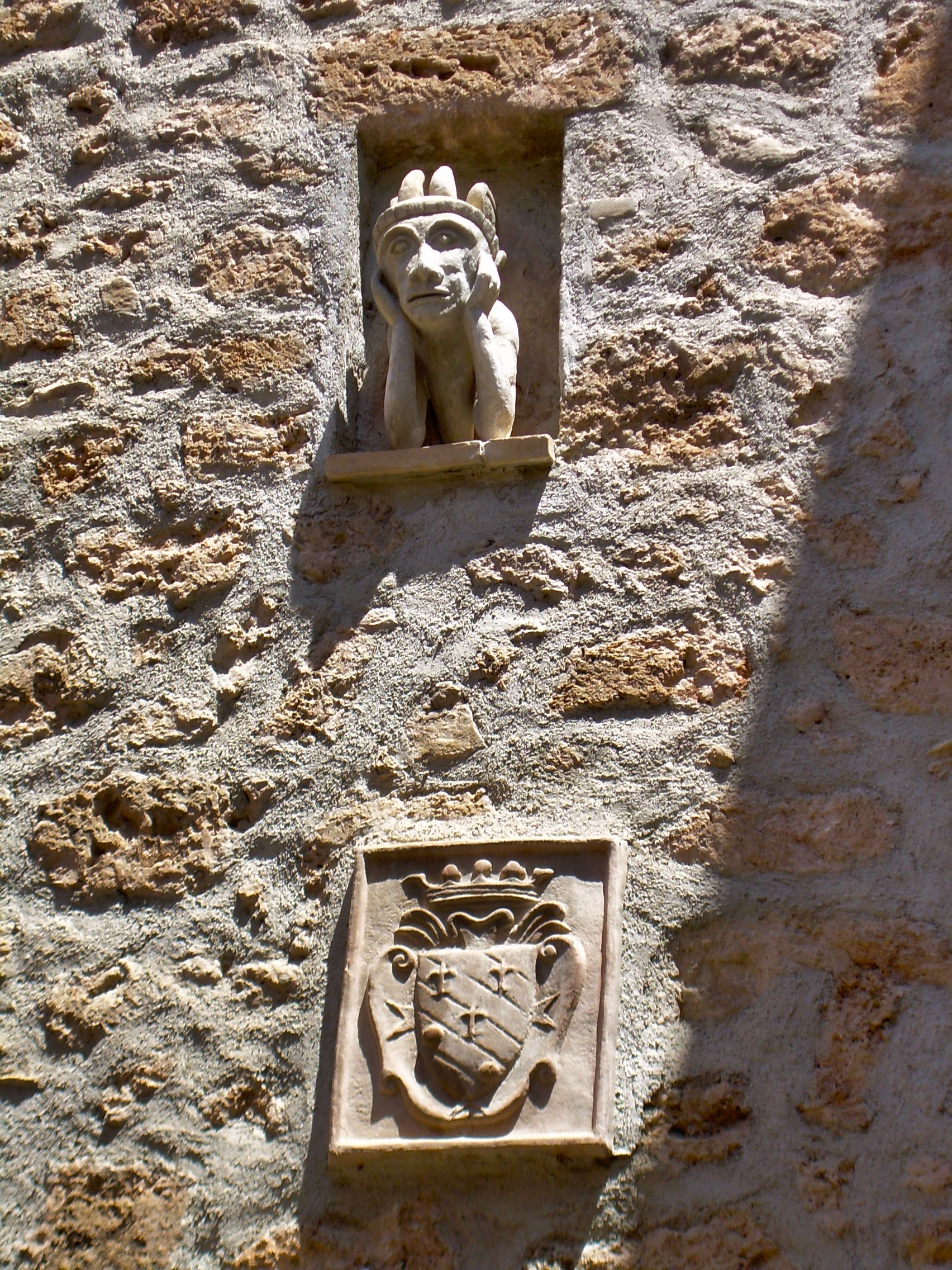
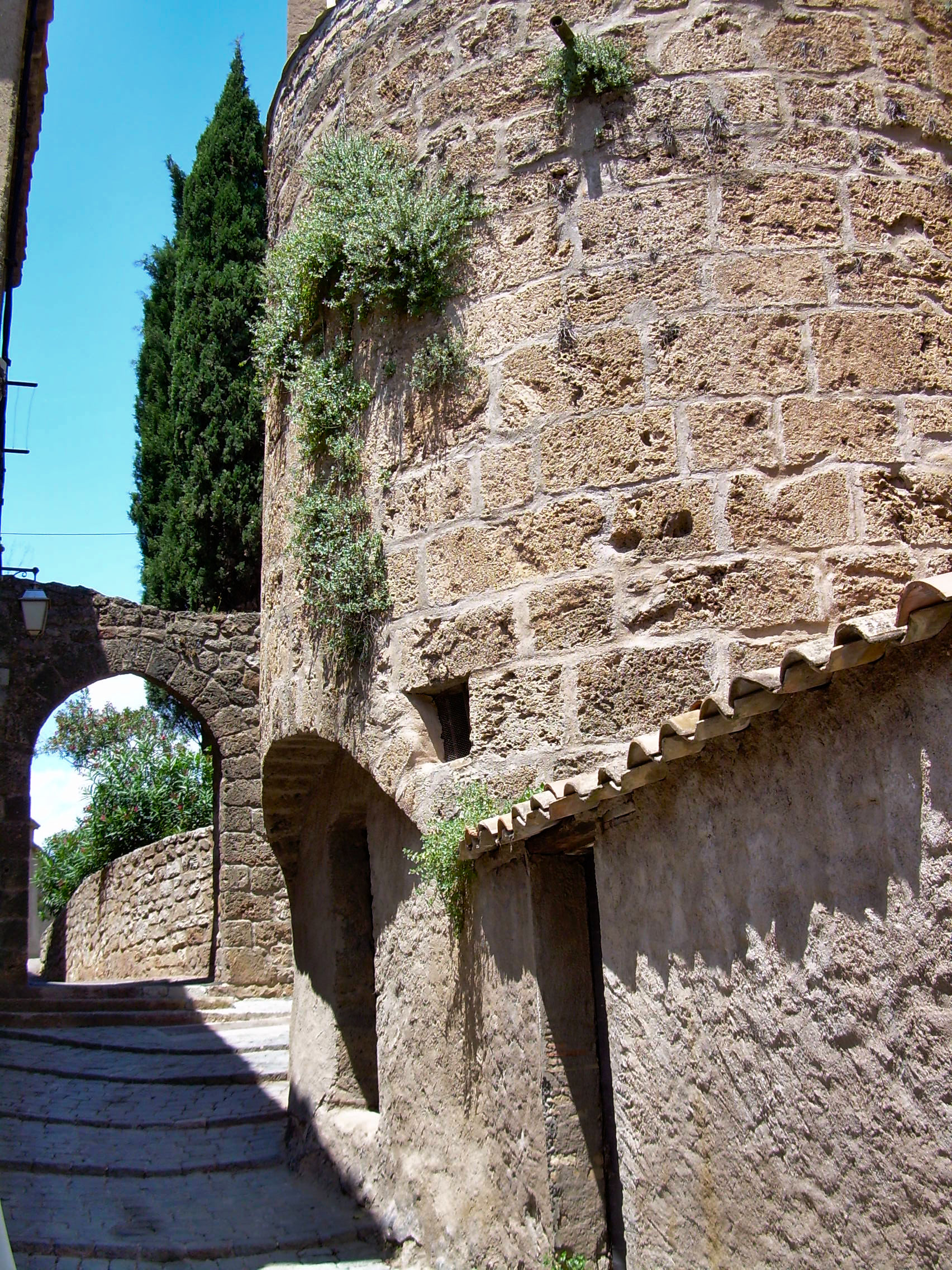